# Dékány Sixtus
Dékány Árpád Sixtus OCist (Mosonmagyaróvár, 1969. november 18. –) ciszterci szerzetes, a Zirci Ciszterci Apátság volt apátja.

## Élete
Középiskolai tanulmányát a Pannonhalmi Bencés Gimnáziumban végezte. Dolgozott műtőssegédként, kisegítő iskolai tanárként. A Ciszterci Rendbe 1991. augusztus 29-én lépett, 1996-ban tett örök fogadalmat, 1997. augusztus 14-én szentelték pappá. Teológiai tanulmányait Rómában, a Pápai Szent Anzelm Egyetemen, illetve a Zirci Szent Bernát Hittudományi Főiskolán végezte.
1994-1996 között hitoktató a Budai Ciszterci Szent Imre Gimnáziumban, 1996–2009 között hitoktató, spirituális és osztályfőnök a Ciszterci Rend Nagy Lajos Gimnáziumában, 2009. szeptember 1-jétől plébános a székesfehérvári Ciszterci Nagyboldogasszony Plébánián és hitoktató, spirituális a Ciszterci Szent István Gimnáziumban.
2011. január 8-án a Ciszterci Rend Generális Apátjának elnökletével, a Zirci Ciszterci Apátság konventkáptalanja és a Ciszterci Rend Zirci Kongregációjának nagyobb elöljárói, így Farkasfalvy Dénes dallas-i apát és Horváth Olga kismarosi apátnő nagy többséggel apátjává választotta. A benedikálásra 2011. április 30-án került sor a Zirci Ciszterci Apátsági Bazilikában. Az ünnepi szentmisét Márfi Gyula veszprémi érsek celebrálta. A benedikálás szertartását Mauro Giuseppe Lepori generális apát végezte.
2017. június 14-én Mauro Giuseppe Lepori ciszterci generális apát elfogadta Dékány Sixtus lemondását és Bérczi László Bernátot nevezte ki kormányzó perjellé.

## Elismerései
2017. április 21-én A BM Országos Katasztrófavédelmi Főigazgatóság főigazgatója Góra Zoltán tűzoltó vezérőrnagy a katasztrófavédelmi szervek népszerűsítése és a társadalmi kapcsolatok építése, valamint a katasztrófavédelem érdekében huzamosabb ideje végzett kiemelkedő tevékenysége elismeréseként a Tűzoltóság Napja alkalmából A katasztrófavédelem tiszteletbeli tagja kitüntető címet adományozta
2017. augusztus 18-án a Magyar Érdemrend lovagkeresztje kitüntetést vehetett át „magas színvonalú munkájáért” Balog Zoltán, az emberi erőforrások miniszterétől.

## Művei
- Evezz a mélyre! Beszélgetés a hitről, a szerzetesi élet jelenéről és jövőjéről; Éghajlat, Bp., 2011 (Szentimrevárosi füzetek. Ciszterciek) ISBN 978 963 9862 44 9